# Linea di successione al trono di Grecia

Stemma reale del Regno di Grecia.

Le linea di successione al trono di Grecia è un ordine determinato da un insieme di regole definite dai trattati internazionali e poi dalle costituzioni elleniche nel corso del XIX e XX secolo, che, durante il regno di Grecia, definisce le condizioni da soddisfare per succedere al trono di Grecia.

## Storia

### Dinastia Wittelsbach (1832-1862)

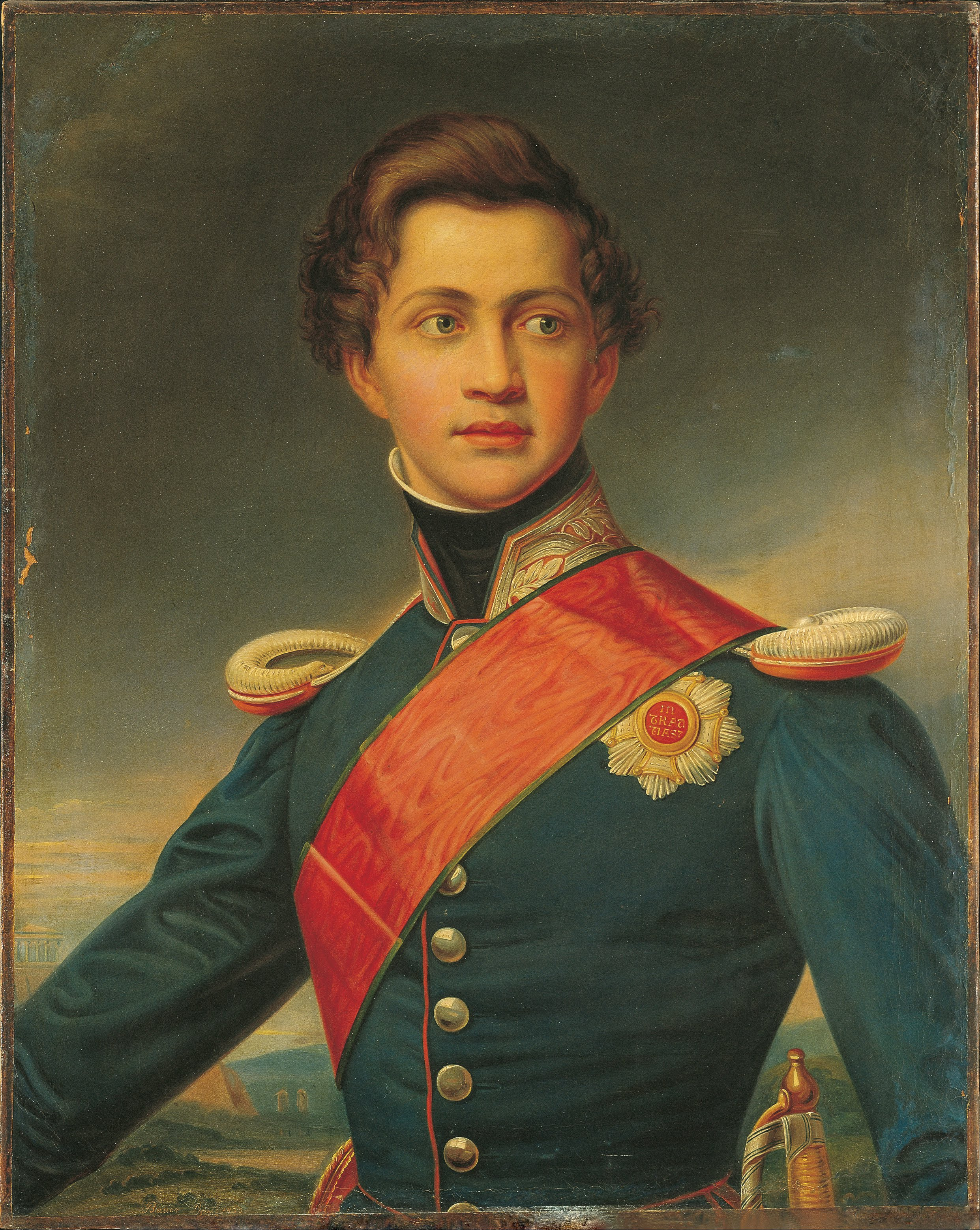
Ottone I di Grecia, dipinto da Stieler Joseph C, oggi al Museo Benaki di Atene.

Nel 1821 le etnie greche si ribellarono all'Impero ottomano cominciando quella che è passata alla storia come la Guerra d'indipendenza greca; il conflitto venne supportato anche dalla Gran Bretagna, dalla Francia e dall'Impero russo, potenze che vedevano nella guerra una possibilità per indebolire ulteriormente la Turchia. Nel 1830, tramite il Protocollo di Londra, la Pace di Adrianopoli venne trasformato un documento di indipendenza e così la Grecia veniva riconosciuta come stato autonomo con un regime monarchico costituzionale. Nel 1832 il sultano Ottomano riconobbe l’indipendenza greca con il Trattato di Costantinopoli. La Grecia divenne così ufficialmente indipendente; la neo Assemblea nazionale decise di adottare la monarchia come forma di governo, iniziando una ricerca per il primo re di Grecia. La scelta cadde inizialmente per Leopoldo di Sassonia-Coburgo-Gotha, poi primo Re del Belgio, che però rifiutò la proposta poiché diffidava della neo corona ellenica. La seconda e decisiva scelta fu per il principe Ottone Wittelsbach, figlio del re Ludovico I di Baviera e primo cugino dell'Imperatrice Elisabetta d'Austria. Con la Conferenza di Londra del 1832, Ottone fu proclamato Re di Grecia il 7 maggio dello stesso anno, venendo poi riconosciuto come primo sovrano ellenico dall'Assemblea nazionale ellenica il 5 ottobre 1832. Ottone I salì sul trono greco quando era ancora minorenne. Il suo primo governo fu inizialmente gestito da un Consiglio di reggenza, composto da alcuni uomini della corte bavarese, che avevano lasciato la Baviera per il neo regno ellenico. Una volta ottenuta l'indipendenza, la Grecia aveva redatto una costituzione la quale prevedeva che il sovrano dovesse professare la religione greco-ortodossa, ma alla fine tale condizione non venne rispettata poiché re Ottone era di culto cattolico.

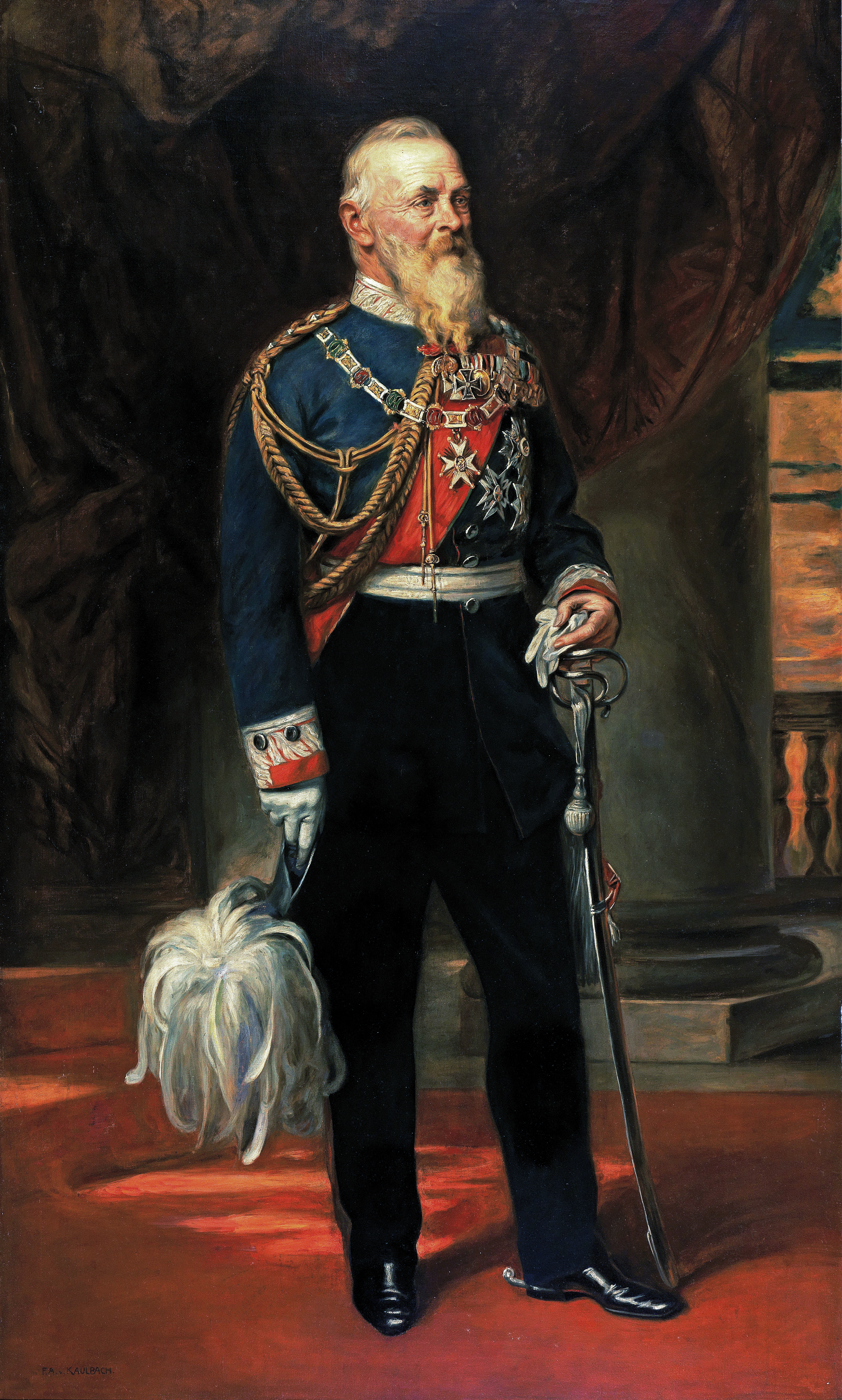
Luitpold di Baviera in uniforme militare.

La monarchia venne dichiarata come "ereditaria per ordine di primogenitura nella linea legittima di re Ottone o, in mancanza, in quella di suo fratello Liutpold o, in mancanza, in quella di suo fratello Adalberto". Il trattato specifica, tuttavia, che "in nessun caso le corone di Baviera e di Grecia saranno unite sullo stesso capo" (art. 8). Nel 1833, tramite un documento firmato a Londra, vennero ribadite le regole della successione al trono del neo regno di Grecia: venne riaffermato infatti che la successione devesse avvenire solo in ordine di primogenitura maschile nei discendenti legittimi di Ottone di Grecia, e dei fratelli minori Luitpold ed Adalberto di Baviera. Un altro articolo del documento specificava che le donne potevano ascendere al trono ellenico solo nel caso in cui ci dovesse essere una totale estinzione degli eredi maschi, appartenenti alle case reali di Grecia e Baviera. Nell'articolo viene specificato anche l'impossibilità di riunire la corona della Grecia con quella di un altro paese, per esempio quella della Baviera. Con una rivolta del 1843, guidata da alcuni ufficiali dell'esercito che miravano all'instaurazione di una monarchia costituzionale (fino ad allora re Ottone era a capo di una monarchia assoluta), il regime assoluto cadde ed un anno dopo, il Parlamento ellenico emanò una costituzione. Gli articoli 37 e 28 riaffermarono le regole di successione al trono, rifacendosi ai documenti precedenti come quello del 1832 e del 1833. L'articolo 39, concede all'ultimo legittimo erede al trono, nel caso in cui quest'ultimo non abbia eredi, la possibilità di nominare il proprio successore con l'accordo dei 2/3 del Parlamento e del Senato greco, convocati in sessione straordinaria. L'articolo 40 stabilisce che i successori di Ottone I devono professare la religione ortodossa per poter ascendere al trono ellenico. È una disposizione molto importante poiché i Wittelsbach, famiglia regnante di Baviera a cui apparteneva re Ottone, professavano il cattolicesimo. L'articolo 42 stabiliva che la maggior età per l'erede al trono era fissa a diciotto anni. L'articolo 45 invece determina che in caso di un trono vacante, un'assemblea composta da deputati, senatori e da un numero uguale di rappresentanti eletti dai cittadini, elegge il nuovo sovrano greco. La costituzione stabiliva anche che ogni sovrano greco dovesse prestare giuramento alla presenza del governo, del Santo Sinodo, dei senatori, dei deputati e degli alti funzionari, proclamando "di proteggere la religione dominante dei Greci, di sostenere l'inviolabilità della costituzione e delle leggi della nazione greca, di difendere l'indipendenza nazionale e di preservare l'integrità del territorio ellenico."

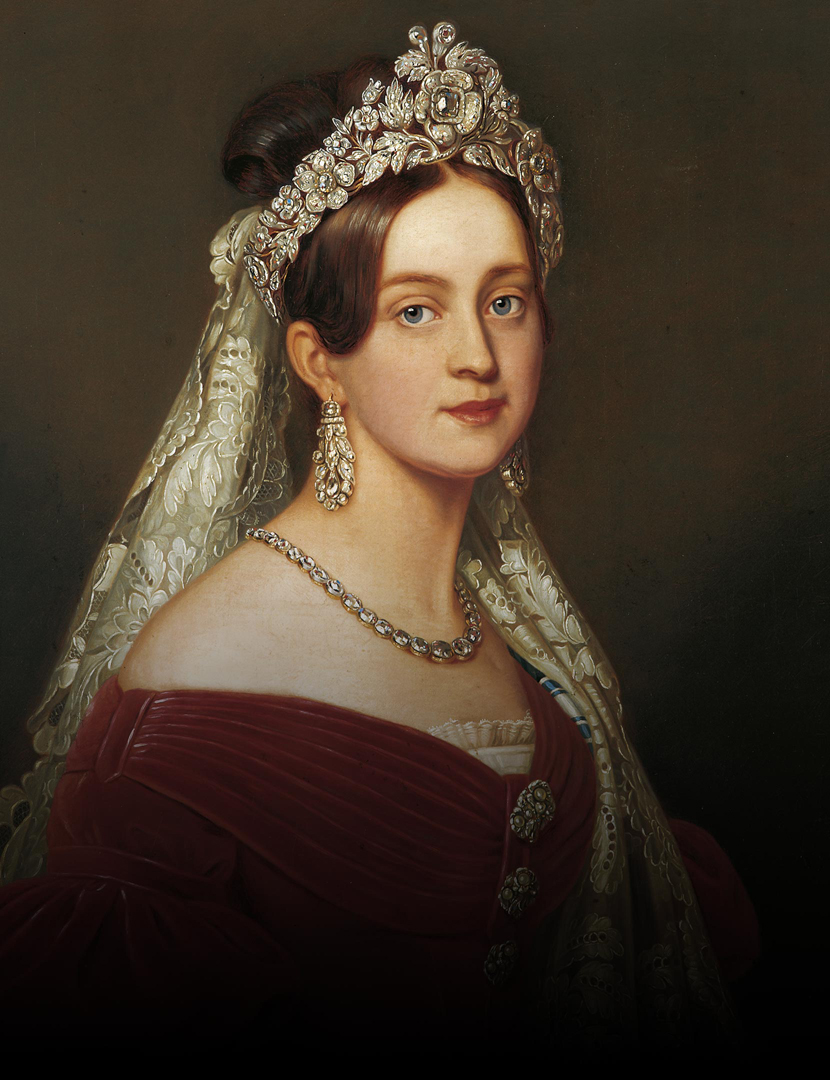
Amalia di Oldenburg, regina di Grecia.

Un trattato del 1852, confermava una legge approvata dal Parlamento ellenico che conferiva alla regina Amalia di Grecia, moglie di Ottone I, il titolo di reggente del regno di Grecia in caso di vacanza della corona o di minore età del successore del marito. L'imposizione della religione greco-ortodossa creò una situazione spiacevole, poiché i fratelli e le cognate del re Ottone era molto legati alla fede cattolica e quindi si rifiutavano di educare i propri figli secondo il credo ortodosso. Nel 1861, Ludovico di Baviera, figlio di Luitpold e nipote di Ottone di Grecia, sembrava mostrare interesse per il trono ellenico e, nonostante la loro riluttanza, i suoi genitori acconsentirono alla sua conversione alla religione ortodossa quando raggiunse la maggiore età (prevista per il 5 gennaio 1863) e considerarono un fidanzamento con sua cugina, la principessa ortodossa Eugenia di Leuchtenberg, nipote dello zar Nicola I di Russia, per rassicurare la popolazione greca. Il progetto che vedeva il principe Ludovico come futuro sovrano greco fallì poiché nel 1861 scoppiarono due congiure militari, mentre un anno dopo, nel 1862, ci fu un'insurrezione a Nauflia ed una rivolta a Siro. Nell'ottobre 1862 si ribellarono le guarnigioni di Atene e di Missolungi. Nonostante gli eventi, Ottone I non volle ricorrere alla violenza per soffocare il moto e preferì allontanarsi e fu deposto così dal governo provvisorio. Il 24 ottobre il re e la regina Amalia s'imbarcarono su di una nave inglese, lasciando per sempre la Grecia, che aveva amata ma che non aveva saputo governare.

### Dinastia Schleswig-Holstein-Sonderburg-Glücksburg

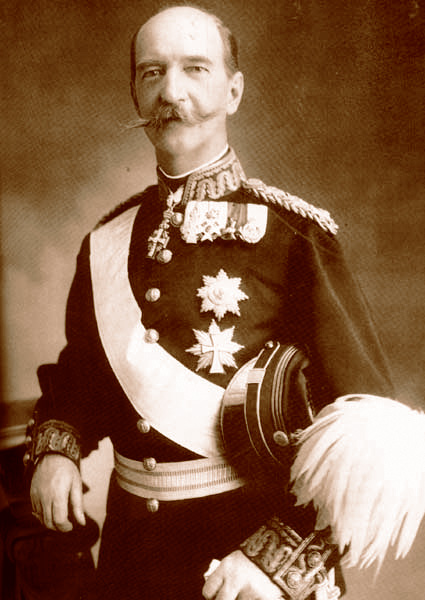
Giorgio I di Grecia (1845 - 1913).

Con la cacciata del re Ottone I di Grecia, il paese era alla ricerca di un nuovo sovrano: molti greci si avvicinarono ad una delle potenze mondiali, ovvero la Gran Bretagna, guardando al principe Alfredo, duca di Edimburgo quale loro possibile secondo monarca. Il Ministro degli Esteri britannico, Lord Palmerston, riteneva che il popolo ellenico vedesse tale opportunità come un'occasione per ottenere le Isole Ionie, allora dominio inglese. Tuttavia, la Convenzione di Londra, tenutesi nel 1832, proibì a tutte le famiglia regnanti delle Grandi Potenze di accettare la corona greca, ma comunque la regina Vittoria si oppose fermamente all'idea che il figlio diventasse Re di Grecia. I greci però insistettero per tenere un plebiscito in cui Alfredo di Edimburgo ricevette oltre il 95% dei 240.000 voti, mentre 93 voti furono a favore della repubblica. Inoltre re Ottone ricevette un voto. Alla fine però la Grecia e le potenze proposero il principe Guglielmo di Danimarca che vinse il trono greco. Il reale danese era figlio di Cristiano IX di Danimarca e di Luisa d'Assia-Kassel, nonché fratello di Alessandra, principessa di Galles e Dagmar, futura Imperatrice di Russia. Guglielmo salì al trono greco il 30 marzo 1863, come Giorgio I, re degli Elleni. A differenze del suo predecessore, re Ottone, Giorgio I fu proclamato ufficialmente dall'Assemblea Nazionale ellenica e non imposto al popolo da potenze straniere; inoltre fu proclamato come Re degli Elleni, invece di Re di Grecia, probabilmente sottolineare il carattere della monarchia quale costituzionale parlamentare e non assoluta. Il Trattato di Londra del 1863, sempre riguardante la Grecia, ribadiva che il nuovo monarca dovesse abbracciare la fede ortodossa, inoltre veniva stabilito che la maggior età del sovrano era diciotto anni ma che il Parlamento poteva anticiparla, se lo ritenesse necessario. Successivamente venne stabilito il titolo del monarca ovvero "re degli Elleni" e non "di Grecia", connotazione usata dal re Ottone.

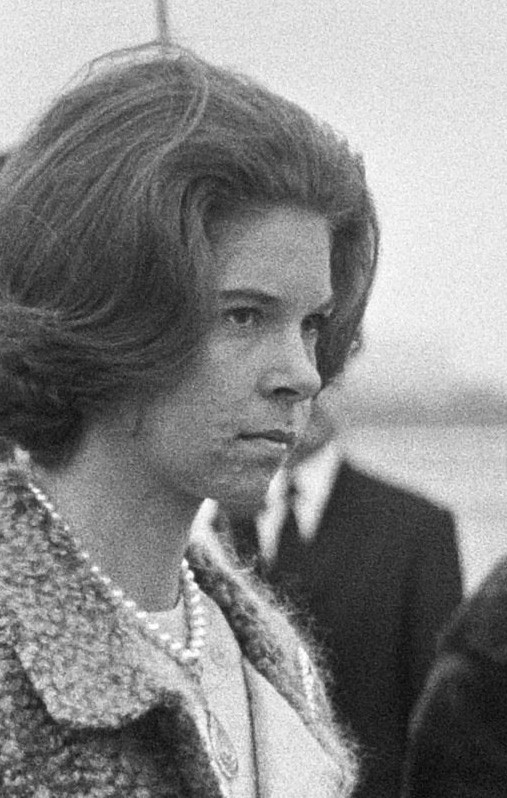
La principessa Irene di Grecia.

La Costituzione greca del 1952, emanata in seguito alla Guerra civile (1946 - 1949), incorporava tutte le leggi di successione presenti nella carta del 1864. Tuttavia, introdusse un'importante innovazione: nell'articolo 45 venne aggiunta la disposizione la quale prevedeva che gli «eredi maschi» restano «preferiti alle donne» nella determinazione della successione, ma si precisa che «il significato di questo articolo è che la corona di Grecia spetta preferibilmente ai discendenti di ciascuno dei re, secondo il loro ordine di nascita, dando la preferenza ai figli maschi». In altre parole, grazie a questo nuovo testo, le figlie del monarca hanno ora la precedenza sui cugini maschi nell'ordine di successione alla corona. Tale disposizione fu attuata nel 1964 quando Costantino II, succeduto al trono a seguito della morte del padre, re Paolo, designò come proprio erede la sorella minore Irene e non il principe Pietro di Grecia, primo cugino del padre. Con la nascita della primogenita Alessia nel 1965, il sovrano designò nuovamente come proprio erede una femmina, in questo caso sua figlia. Nel 1967 poi nacque il principe Pavlos, che venne nominato principe ereditario. 

### Rinuncia ai diritti al trono
Secondo le varie disposizioni, ogni principe e principessa della Casa reale greca che tramite matrimonio entravano a far parte di famiglie reali straniere, dovevano rinunciare ai propri diritti al trono greco. Nel 1962 l'allora principessa Sofia di Grecia, figlia di Paolo I e della regina Federica, rinunciò ai propri diritti sul trono greco per sposare il principe Juan Carlos, poi re di Spagna dal 1975 al 2014. Anche i suoi discendenti sono esclusi dalla successione greca. Nel 1947, il principe Filippo, unico figlio maschio di Andrea di Grecia e della consorte, Alice di Battenberg, dovette rinunciare al proprio posto nella successione greca per sposare l'allora principessa Elisabetta, poi sovrana del Regno Unito. Tuttavia pare non esista un vero e proprio atto di rinuncia scritto. Indipendentemente da ciò, il principe Filippo rinunciò alla cittadinanza greca ed alla religione ortodossa, condizioni indispensabili per essere inclusi nella linea di successione. Il principe Michele di Grecia, unico figlio di Cristoforo di Grecia e di Francesca d'Orléans, rinunciò ai propri diritti al trono a seguito del suo matrimonio morganatico con Marina Karella, nel 1965.

## Linea di successione

Stemma della Casa reale greca.

La linea di successione è attualmente:
- S.M. il re Costantino II di Grecia (1940-2023), primo figlio di re Paolo I
  -  S.A.R. il principe Paolo di Grecia, nato nel 1967, primo figlio di re Costantino II
    - 1. S.A.R. il principe Costantino Alessio di Grecia e Danimarca, nato nel 1998, primo figlio di Paolo
    - 2. S.A.R. il principe Achille Andrea di Grecia e Danimarca, nato nel 2000, secondo figlio di Paolo
    - 3. S.A.R. il principe Odysseas Kimon di Grecia e Danimarca, nato nel 2004, terzo figlio di Paolo
    - 4. S.A.R. il principe Aristide Stavros di Grecia e Danimarca, nato nel 2008, quarto figlio di Paolo
    - 5. S.A.R. la principessa Maria Olympia di Grecia e Danimarca, nata nel 1996, prima figlia di Paolo

  - 6. S.A.R. il principe Nicola di Grecia e Danimarca, nato nel 1969, secondo figlio di Costantino II
  - 7. S.A.R. il principe Filippo di Grecia e Danimarca, nato nel 1986, terzo figlio di Costantino II
  - 8. S.A.R. la principessa Alessia di Grecia e Danimarca, nata nel 1965, prima figlia di Costantino II
    - 9. Carlos Morales y de Grecia, nato nel 2005, primo figlio di Alessia
    - 10. Arrietta Morales y de Grecia, nata nel 2002, prima figlia di Alessia
    - 11. Anna Maria Morales y de Grecia, nata nel 2003, seconda figlia di Alessia
    - 11. Amelia Morales y de Grecia, nata nel 2007, terza figlia di Alessia

  - 12. S.A.R. la principessa Teodora di Grecia e Danimarca, nata nel 1983, seconda figlia di Costantino II
- 13. S.A.R. la principessa Irene di Grecia e Danimarca, nata nel 1942, seconda figlia di Paolo I